# رافاييل سوريانو (رسام)
رافاييل سوريانو هو رسام كوبي، ولد في 23 نوفمبر 1920 في ماتنزاس في كوبا، وتوفي في 9 أبريل 2015 في ميامي في الولايات المتحدة.